# Herb Wenezueli

Herb Wenezueli

Herb Wenezueli został po raz pierwszy przyjęty 18 kwietnia 1836 roku i przeszedł od tamtego czasu drobne modyfikacje.
Oficjalnie zatwierdzono go 17 lutego 1954 roku. Tarcza herbowa jest podzielona na trzy pola w kolorach flagi narodowej. W lewym górnym polu pszenica na czerwonym tle symbolizuje jedność 24 stanów Wenezueli. W prawym górnym polu miecz, szabla i trzy lance są połączone wieńcem laurowym z dwiema flagami narodowymi. W dolnym polu, na niebieskim tle przedstawiono biegnącego białego dzikiego konia będącego symbolem niepodległości i wolności.
Nad tarczą znajdują się dwa rogi obfitości symbolizujące bogactwo, a wokół niej znajduje się gałązka oliwna oraz liść palmowy. Na dole znajduje się wstęga w kolorach flagi narodowej z napisem: 19 de Abril de 1810 Independencia, 20 de Febrero de 1859 Federación, República Bolivariana de Venezuela (z hiszp. „19 kwietnia 1810 Niepodległość, 20 lutego 1859 Federacja, Boliwariańska Republika Wenezueli”).
W marcu 2006 roku Zgromadzenie Narodowe wprowadziło niewielkie modyfikacje w dotychczasowym herbie. Głównymi różnicami są zmiana kierunku biegu konia oraz dodanie w napisie na wstędze słowa „Boliwariańska” (Bolivariana).

## Historia

Herb rodziny Welserów i ich koloni  Klein-Venedig 1527–1546
Kapitua Generalna Wenezueli 1777–1811
Pierwsza Republika Wenezueli 1811–1812
Druga Republika Wenezueli 1812–1814
Trzecia Republika Wenezueli 1814–1819
Wielka Kolumbia 1819–1821
Wielka Kolumbia 1821–1830
Stan Wenezueli 1830–1864
1864–1954
1954–2006

## Herby stanów

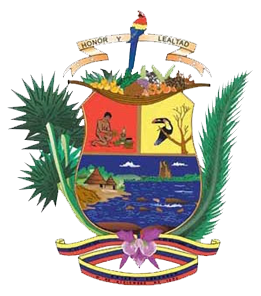
Amazonas
Anzoátegui
Apure
Aragua
Barinas
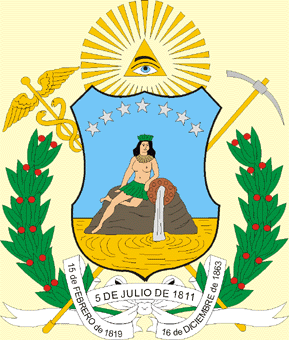
Bolívar
Carabobo
Caracas
Cojedes
Delta Amacuro
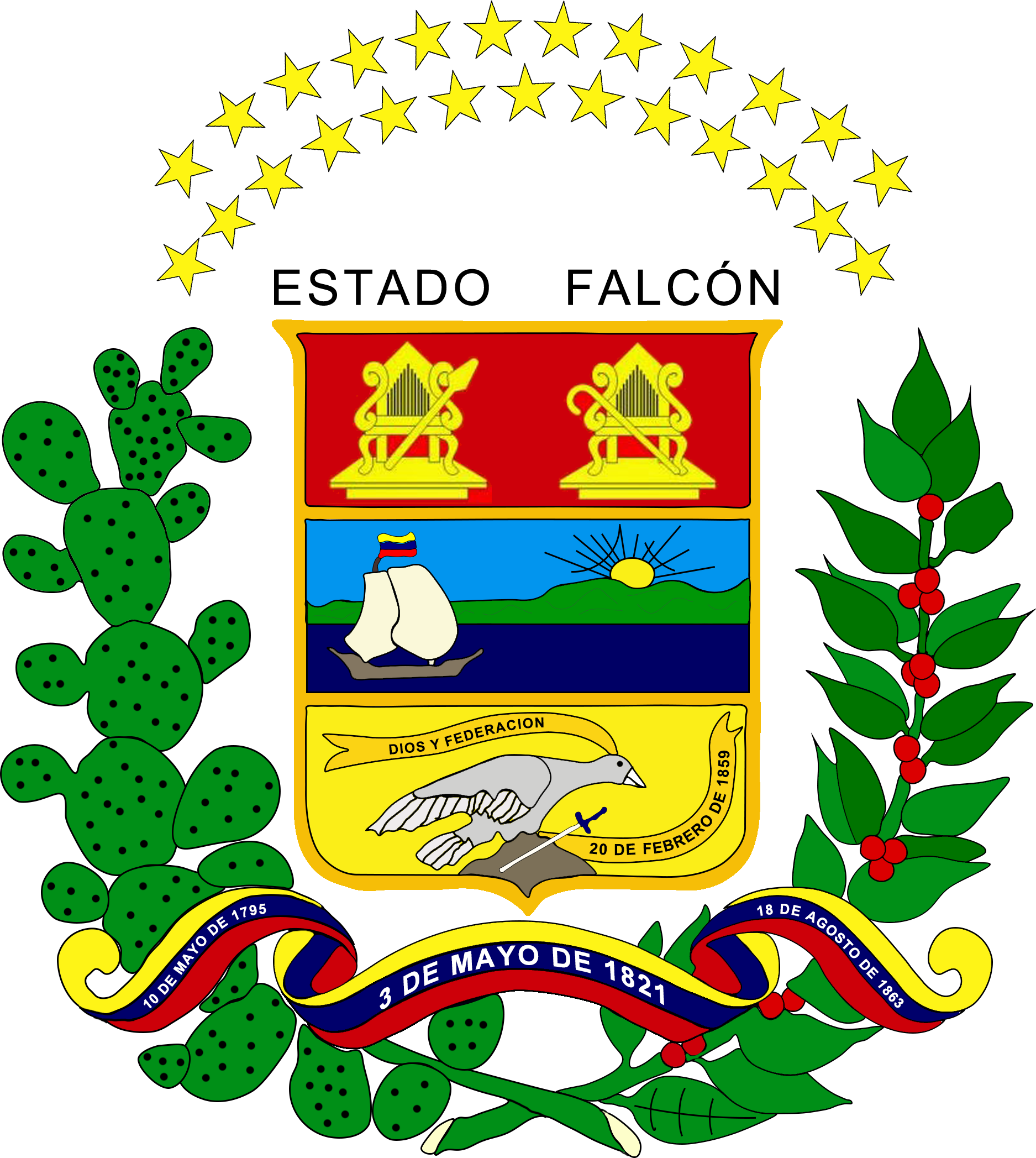
Falcón
Guárico
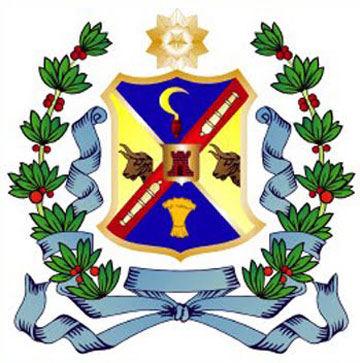
Lara
Mérida
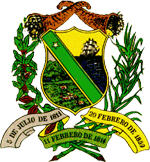
Miranda
Monagas
Nueva Esparta
Portuguesa
Sucre
Trujillo
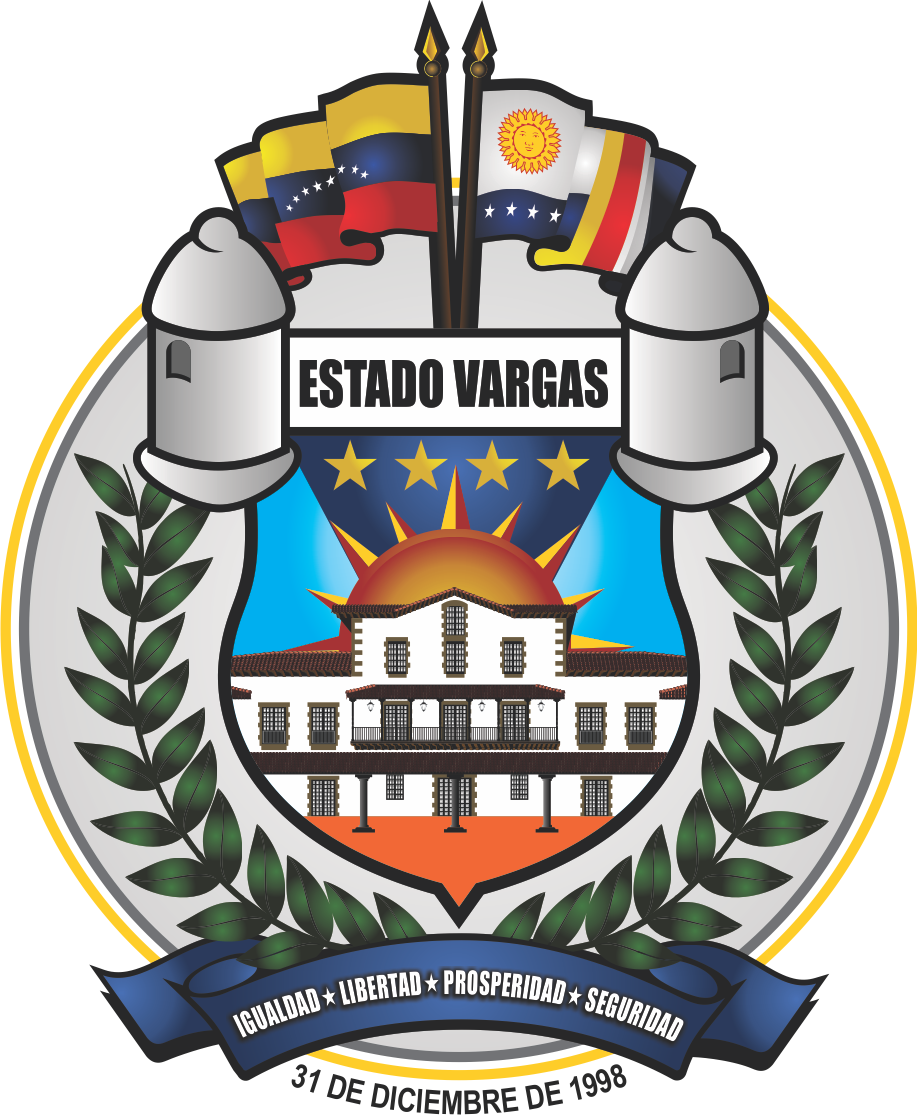
Vargas
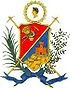
Yaracuy
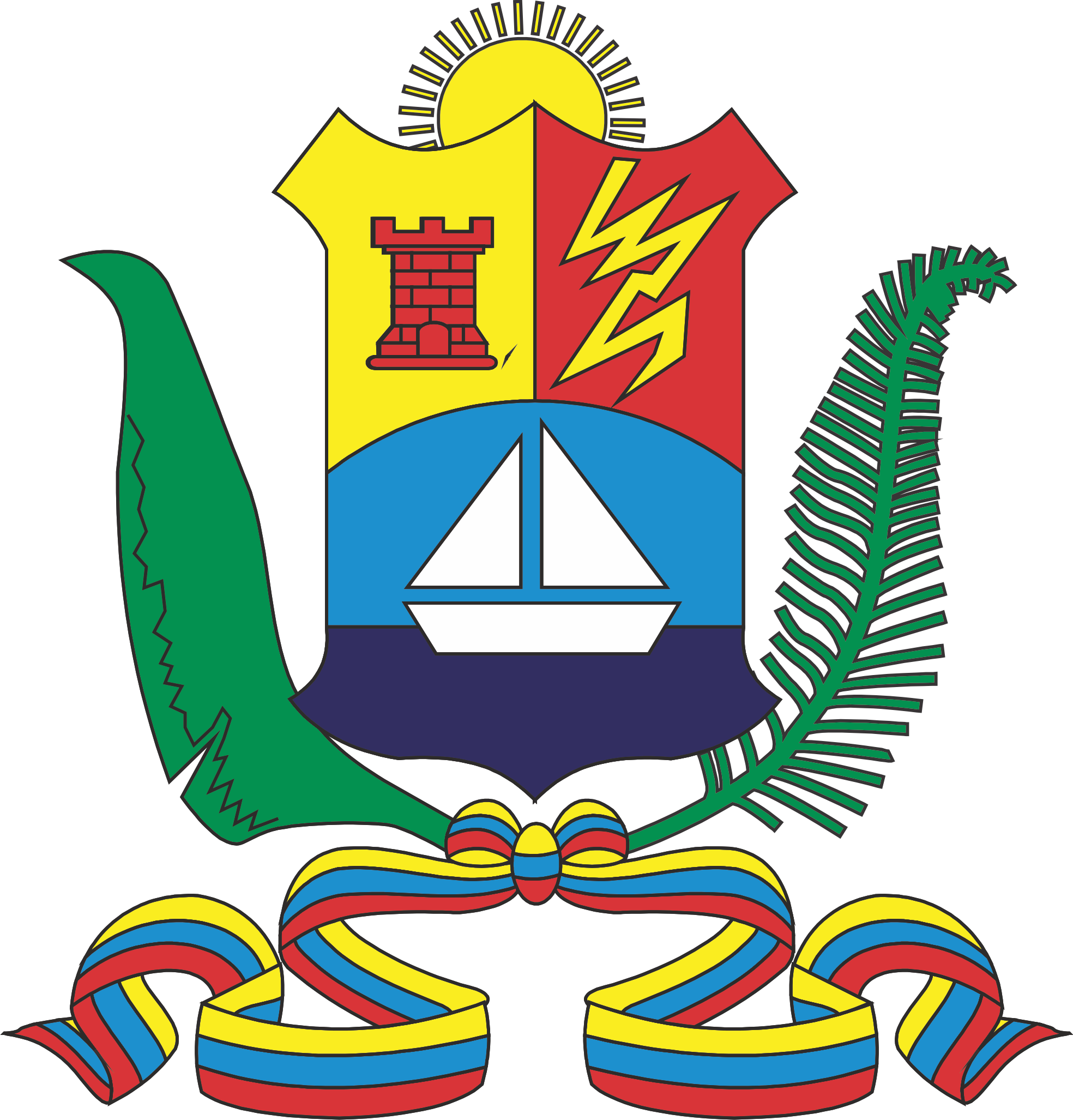
Zulia